# Велика Кардашинка
Вели́ка Карда́шинка — село в Україні, у Голопристанській міській громаді Скадовського району Херсонської області. Населення становить 1443 осіб.

## Історія
Станом на 1886 рік на хуторі Олешківскої волості Дніпровського повіту Таврійської губернії мешкало 750 осіб, налічувалось 150 дворів.

## Російське вторгнення в Україну (з 2022)
24 лютого 2022 року село тимчасово окуповане російськими військами під час російсько-української війни.
В Червні 2023 року, внаслідок Підриву Каховської ГЕС, село було затоплено через його близькість до нижньої течії річки Дніпро

## Населення
Згідно з переписом УРСР 1989 року чисельність наявного населення села становила 1390 осіб, з яких 635 чоловіків та 755 жінок.
За переписом населення України 2001 року в селі мешкало 1440 осіб.

### Мова
Розподіл населення за рідною мовою за даними перепису 2001 року:
| Мова       | Відсоток |
| ---------- | -------- |
| українська | 95,08 %  |
| російська  | 4,92 %   |

## Храми
- Свято-Покровський храм УПЦ МП

## Постаті
- Поляков Євген Олександрович (1993—2014) — солдат Збройних сил України, учасник російсько-української війни.